# Via Postúmia

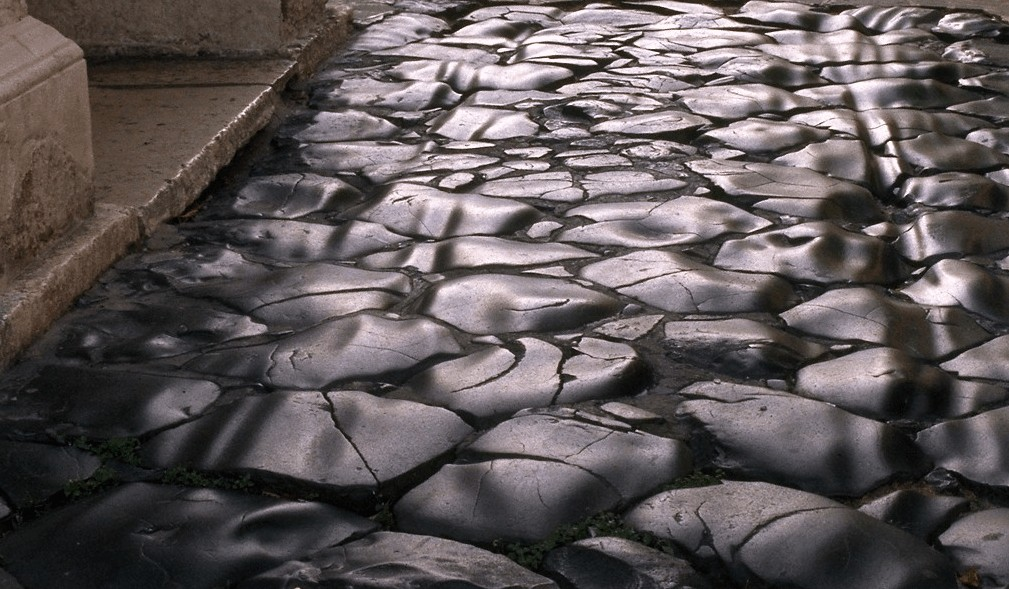
Un fragment de la via Postumia, reconstruïda sota lArco dei Gavi a Verona

La via Postúmia va ser una via romana que és coneguda només per una inscripció. Creuava els Apenins de Tortona a Gènova i els itineraris l'inclouen com a part de la via Aurèlia.
Rep el nom del seu constructor, el cònsol Espuri Postumi Albí Magne, que la va obrir l'any 148 aC. Anava des de la costa de Gènova a través de les muntanyes fins a Tortona, Placentia (on s'acabava la via Aemilia), i Cremona, a l'est del punt on creuava el Po. Des de Cremona, el camí anava cap a l'est fins a Bedríacum, on es bifurcava, i un ramal anava a l'esquerra fins a Verona i d'allí a Brenner, i l'altre per la dreta fins a Màntua, Altinum i Aquileia. L'ocupació militar de Ligúria depenia d'aquesta carretera.